# تالی (فیلم ۲۰۱۸)
تالی (انگلیسی: Tully) فیلمی در ژانر کمدی به کارگردانی جیسون رایتمن و نویسندگی دیابلو کودی است که از سوی فوکس فیچرز در ۴ مه ۲۰۱۸ منتشر شد. از بازیگران آن می‌توان به شارلیز ترون، مک‌کنزی دیویس، ران لیوینگستون و مارک دوپلاس اشاره کرد.